# Instituto Tecnológico Vale
O Instituto Técnológico Vale é uma instituição privada sem fins lucrativos de ensino e pesquisa brasileira associada à Vale S.A.
O instituto foi idealizado por Roger Agnelli, com inspiração no Instituto Tecnológico da Aeronáutica e no IInstituto de Tecnologia de Massachusetts (MIT).O primeiro diretor do instituto foi Luiz Eugênio Mello (atual diretor científico da FAPESP), que começou a atuar no projeto em 2008

## Pesquisa
O estudo desenvolve pesquisas na área de biodiversidade, sustentabilidade e mineração.
Uma das linhas de pesquisa é o desenvolvimento de tecnologias para reaproveitamento de rejeitos de mineração, fornecendo alternativas para as barragens de rejeito. Problemas com barragens de rejeito ocasionaram os desastres de Mariana  e de Brumadinho.

## Ensino
A instituição compreende cursos de pós graduação lato sensu e stricto sensu voltados à temas relacionados a mineração e uso sustentável de recursos naturais. 

## Campi
- Instituto Tecnológico Vale Desenvolvimento Sustentável: Belém - PA
- Instituto Tecnológico Vale Mineração: Ouro Preto - MG